# Сагино (Мичиген)
Сагино (енгл. Saginaw) град је у америчкој савезној држави Мичиген. По попису становништва из 2010. у њему је живело 51.508 становника.

## Демографија
Према попису становништва из 2010. у граду је живело 51.508 становника, што је 10.291 (16,7%) становника мање него 2000. године.
| Група             | 2000.          | 2010.          |
| Белци             | 26.372 (42,7%) | 19.310 (37,5%) |
| Афроамериканци    | 26.735 (43,3%) | 23.721 (46,1%) |
| Азијати           | 205 (0,3%)     | 165 (0,3%)     |
| Хиспаноамериканци | 7.259 (11,7%)  | 7.344 (14,3%)  |
| Укупно            | 61.799         | 51.508         |